# El Lindero, Comonfort
El Lindero är en ort i Mexiko.   Den ligger i kommunen Comonfort och delstaten Guanajuato, i den centrala delen av landet, 220 km nordväst om huvudstaden Mexico City. El Lindero ligger 1 885 meter över havet och antalet invånare är 139.
Terrängen runt El Lindero är huvudsakligen kuperad, men den allra närmaste omgivningen är platt. El Lindero ligger nere i en dal. Runt El Lindero är det ganska tätbefolkat, med 111 invånare per kvadratkilometer. Närmaste större samhälle är San Miguel de Allende, 19,5 km norr om El Lindero. I omgivningarna runt El Lindero växer huvudsakligen savannskog.